# Auguste Pellerin II
Auguste Pellerin II est un tableau réalisé par le peintre français Henri Matisse en 1917 à Paris. Cette huile sur toile est un portrait du collectionneur Auguste Pellerin. Elle est conservée au musée national d'Art moderne, à Paris.